# Hosea
Hosea es un género monotípico de plantas con flores pertenecientes a la familia de las lamiáceas, anteriormente se encontraba en las verbenáceas. Incluye una sola especie: Hosea lobbii (C.B.Clarke) Ridl. (1908).
Es nativa de la Borneo.

## Sinonimia
- Hoseanthus Merr. (1917), nom. illeg.[3]
- Clerodendrum lobbii C.B.Clarke in J.D.Hooker, Fl. Brit. India 4: 590 (1885).
- Hoseanthus lobbii (C.B.Clarke) Merr., J. Straits Branch Roy. Asiat. Soc. 76: 114 (1917).